# Bohrwagen

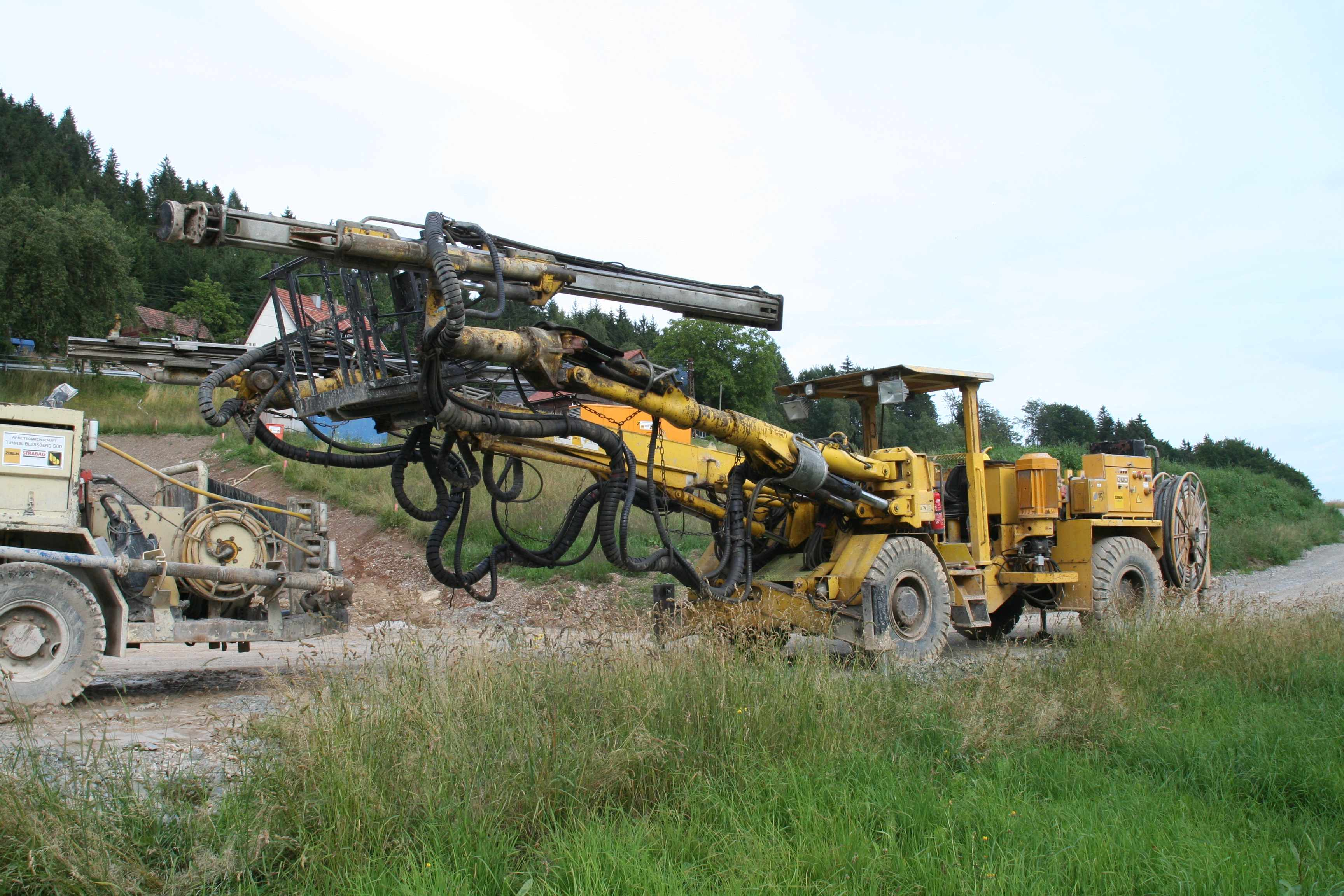
Bohrwagen für Sprengvortrieb beim Tunnelbau

Bei einem Bohrwagen handelt es sich um ein verfahrbares Trägergerät, das zur Befestigung von einer oder mehrerer Gesteinsbohrmaschinen verwendet wird. Diese mobilen Geräte werden beispielsweise bei Felsarbeiten, bei Felsbohrungen in Steinbrüchen, Untertage im Bergbau oder beim Tunnelbau verwendet.

## Geschichte
Bohrwagen wurden im Bergbau Untertage erstmals Anfang des 20. Jahrhunderts eingesetzt. Bei diesen ersten Bohrwagenkonstruktionen wurden bis zu vier Gesteinsbohrmaschinen an einer auf einem Unterwagen befestigten Bohrsäule befestigt. Der so konstruierte Bohrwagen wurde auf Schienen manuell bis vor Ort geschoben, um ihn dort einzusetzen. Bevor die Bohrmaschinen eingesetzt werden konnten, musste der Bohrwagen noch gegen Bewegungen gesichert werden. Hierfür wurde er mit der Mittelsäule gegenüber der Firste und über zwei seitliche Spreizen gegen die Streckenstöße befestigt. Damit der Wagen auch fest stand, wurden die Räder angehoben, bis sie frei schwebten. In den 1960er Jahren wurde der erste Portalbohrwagen zur Auffahrung des Mont-Cenis-Eisenbahntunnels eingesetzt. Im Laufe der Jahre wurden die einzelnen Komponenten der Bohrwagen ständig verbessert. Es wurden neue leistungsstarke Bohrhämmer entwickelt und auf den Bohrwagen eingesetzt. Heute werden noch weiter verbesserte Bohrwagen mit neuer Steuerungstechnik eingesetzt.

## Grundlagen
Nicht für alle Arten von Bohrarbeiten sind einfache Bohrsäulen geeignet. Insbesondere dort, wo aus Zeitgründen eine hohe Mechanisierung erforderlich ist, sind einfache Bohrsäulen nicht genügend leistungsfähig. Durch Bohrwagen lässt sich die Bohrarbeit komplett mechanisieren. Durch den Einsatz von Bohrwagen ist es außerdem möglich, eine absolute Trennung von Mensch und Bohrmaschine zu erreichen. Zusätzlich lässt sich durch Bohrwagen auch die Bohrleistung steigern. Mit modernen Bohrwagen lassen sich hohe Bohrleistungen erreichen. Allerdings ist der Einsatz eines Bohrwagens nur dann von Nutzen, wenn die Bohrarbeiten so umfangreich sind, dass sich die hohen Anlagekosten lohnen.

## Aufbau

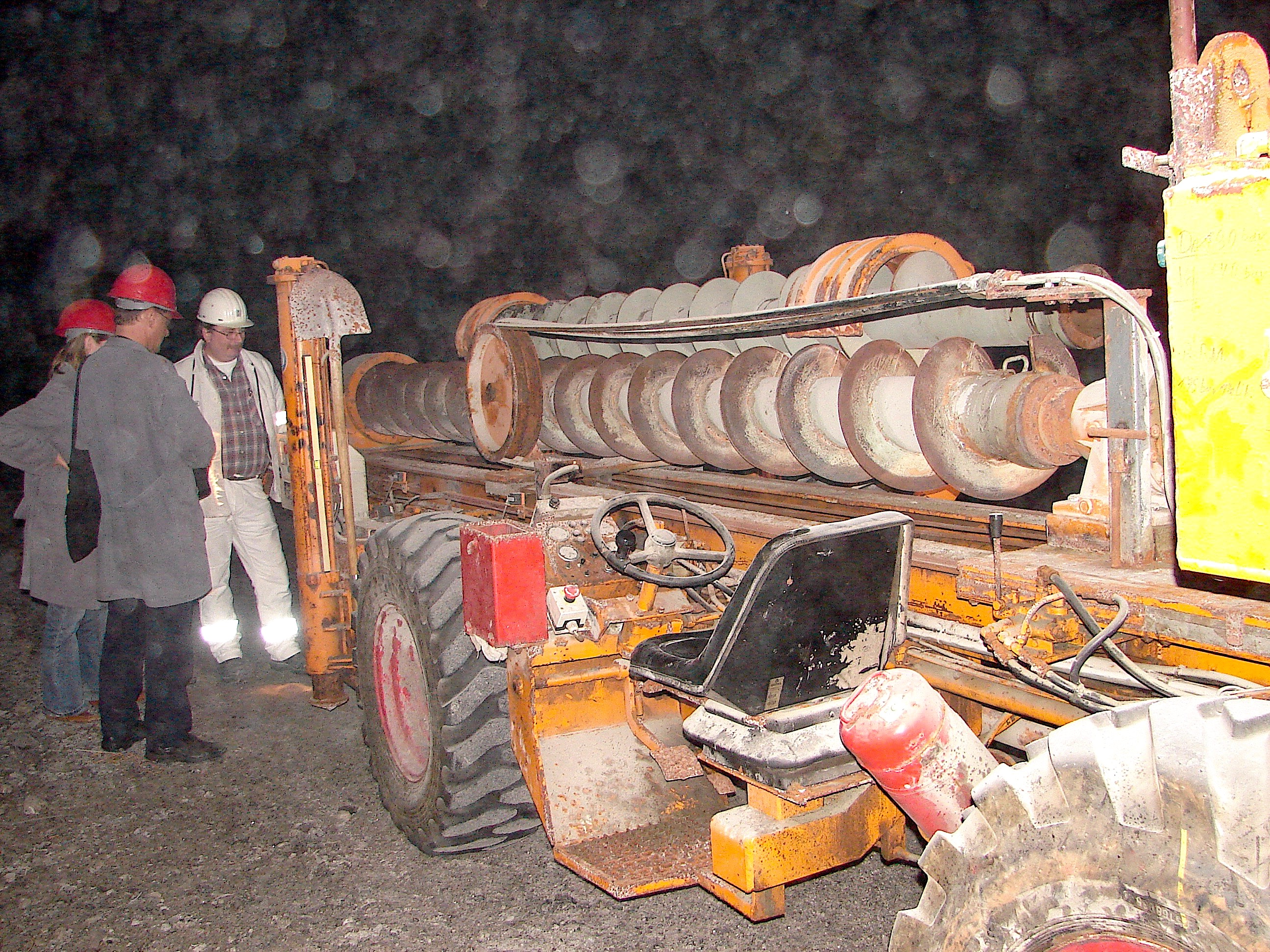
Großbohrwagen für Bohrlochsprengung im Salzbergwerk Stetten

Je nach Einsatzzweck existieren unterschiedliche Varianten und Größen. Ein Bohrwagen besteht aus den Baugruppen Antrieb, Fahrwerk, Bohreinrichtung und Bedienstand. Neben den bohrtechnischen Einrichtungen können Bohrwagen auch mit einem teleskopierbaren Hubtisch ausgerüstet sein, um auch in Höhen von bis zu sieben Metern zu arbeiten. Der Antrieb kann elektrisch (Direktantrieb), elektrohydraulisch, pneumatisch oder dieselelektrisch erfolgen. Bohrwagen können mit einem gleisgebundenen oder gleislosem Fahrwerk bewegt werden. Als Fahrwerke für den Bohrwagen können Räder oder Raupenketten dienen, er kann auch als schienengebundenes Fahrzeug ausgeführt sein. Die Bohreinrichtung besteht aus einer oder mehrerer Bohreinheiten. Es werden Bohrwagen mit bis zu drei Bohrlafetten verwendet. Die Bohreinheiten bestehen aus an Bohrlafetten mittels Bohrarmen bewegten und geführten Bohrmaschinen. Einige Bohrwagentypen sind mit einem Bohrstangenverlängerungsmagazin ausgerüstet. Dadurch kann der Wechsel oder die Verlängerung der Bohrstangen vom Bedienstand aus erfolgen. Es gibt Bohrwagen, an deren Bohrarmen Bohrhämmer und Bohrmaschinen unterschiedlicher Hersteller eingesetzt werden können. Es werden hydraulische Bohrhämmer mit einer Leistung von 30 Kilowatt eingesetzt, die eine sehr hohe Schlagleistung erzeugen. Die Bohreinrichtung ist so aufgebaut, dass sich die Bohreinheiten unabhängig voneinander verstellen lassen. Bedingt dadurch lassen sich die einzelnen Bohreinheiten variabel an eventuelle Unebenheiten anpassen. Um den Bohrwagen entsprechend steuern zu können, sind moderne Bohrwagen mit mehreren Sensoren ausgestattet. Sämtliche für das Bohren erforderlichen Funktionen lassen sich vom Bedienstand aus tätigen. Die Bedienung der Bohreinrichtung erfolgt über Steuerhebel und Druckknöpfe. Zur präzisen Bohrlochpositionierung besitzen moderne Bohrwagen eine computergesteuerte Positioniereinheit. Dadurch lassen sich der Einbruchswinkel und die Bohrlochtiefe optimal einstellen und entsprechend erstellen.

## Verwendung

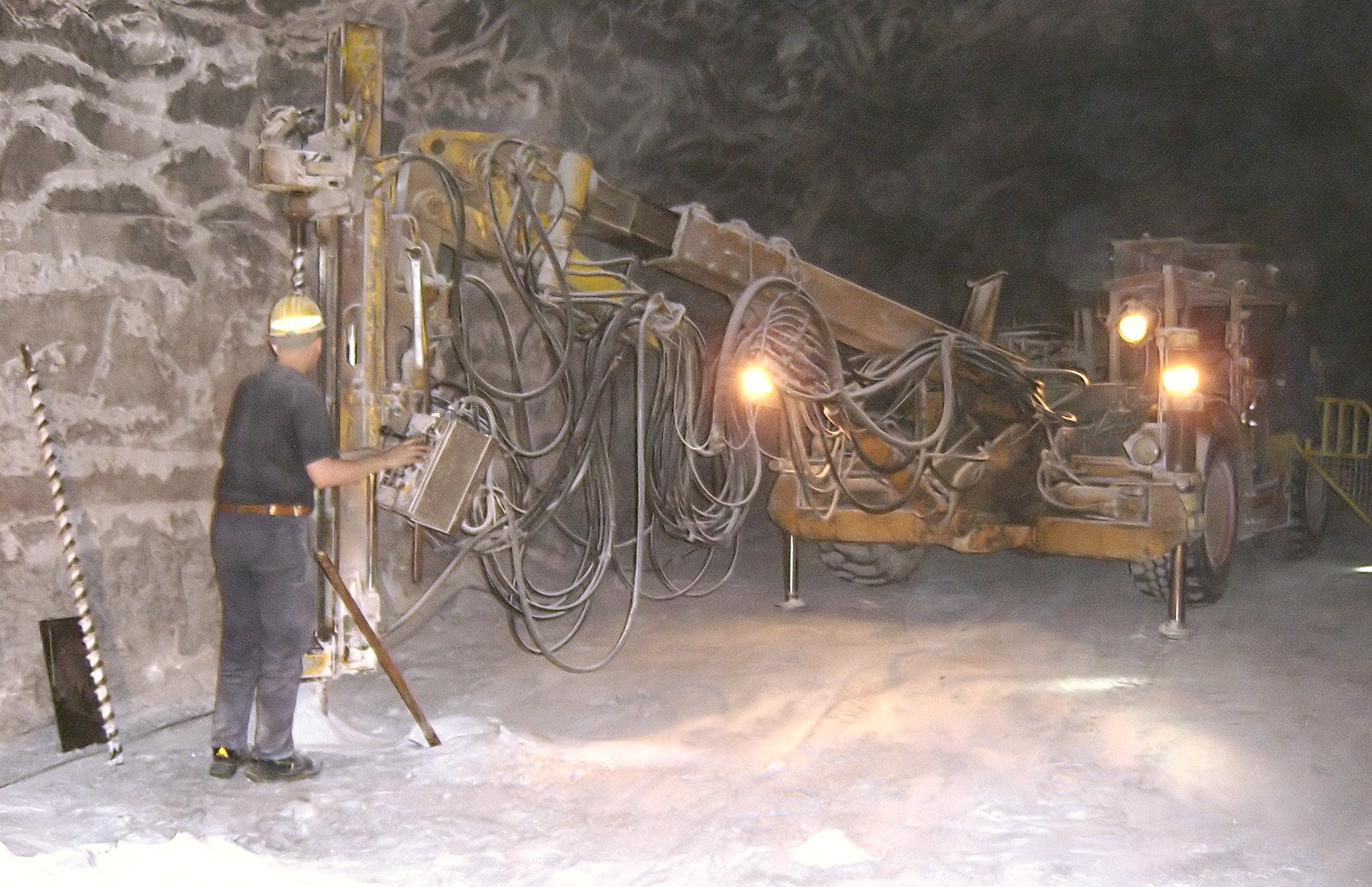
Strossenbohrwagen im Einsatz

Bohrwagen werden für unterschiedliche Bohrzwecke eingesetzt und müssen je nach Einsatzgebiet entsprechend ausgerüstet sein. Im Salzbergbau werden umgebaute Bohrwagen zum Bohren von Ankerbohrlöchern eingesetzt. Anschließend werden mit dem so modifizierten Bohrwagen bis zu 3,5 Meter lange Gebirgsanker eingedreht. Ebenfalls im Kali- und Salzbergbau werden Strossenbohrwagen zum Gewinnungsbohren in steiler Lagerung eingesetzt. Hiermit werden bis zu 20 Meter lange Bohrlöcher erstellt. Im Steinkohlenbergbau werden Bohrwagen mit Raupenunterwagen für Entspannungsbohrarbeiten eingesetzt. Im Erzbergbau werden Bohrwagen zum Langlochbohren eingesetzt. Mit diesen Bohrwagen werden bis zu 100 Meter lange Bohrlöcher gebohrt.